# Günter Bamberg
Günter Bamberg (* 18. Oktober 1940 in Neustadt an der Weinstraße) ist ein deutscher Mathematiker.

## Leben
Nach dem Abitur 1960 in Dillingen/Saar studierte er von 1960 bis 1966 Mathematik in Saarbrücken und Bonn. Nach der Promotion zum Dr. rer. nat. 1968 in Saarbrücken und der Habilitation 1970 für Ökonometrie und Statistik in Karlsruhe wurde er 1970 Professor C4 für Statistik am WiSo-Fachbereich der Universität Augsburg. 2006 erhielt er die Ehrendoktorwürde der Universität Tübingen.

## Schriften (Auswahl)
- Mit Gregor Dorfleitner: Concentration on the nearby contract in futures markets. A simple stochastic model to explain the phenomenon. Augsburg 1998, OCLC 313226849.
- Mit Gregor Dorfleitner: Haltedauern von DAX-Futures-Positionen und die Konzentration auf den Nearby-Kontrakt. eine empirische und theoretische Analyse. Augsburg 1998, OCLC 313115937.
- Mit Gregor Dorfleitner, Michael Krapp: Treffen Investoren mit konstanter relativer Risikoaversion auch im Buy-and-Hold-Kontext myopische Portfolioentscheidungen? In: Wolfgang Kürsten, Bernhard Nietert (Hrsg.): Kapitalmarkt, Unternehmensfinanzierung und rationale Entscheidungen – Festschrift für Jochen Wilhelm. Springer, Berlin / Heidelberg 2006, ISBN 978-3-540-27691-3, S. 3–14, doi:10.1007/3-540-30516-5_1.
- Mit Adolf G. Coenenberg, Michael Krapp: Betriebswirtschaftliche Entscheidungslehre. 16. Auflage. Vahlen, München 2019, ISBN 978-3-8006-5885-5.
- Mit Franz Baur, Michael Krapp: Statistik: Eine Einführung für Wirtschafts- und Sozialwissenschaftler. 19. Auflage. Walter de Gruyter, Berlin / Boston 2022, ISBN 978-3-11-075919-8, doi:10.1515/9783110759327 (E-Book-ISBN 978-3-11-075940-2).